# Beautiful Garbage
Beautiful Garbage (zapis stylizowany: beautifulgarbage) − trzeci album zespołu muzycznego Garbage, wydany w październiku 2001 roku.

## Lista utworów
1. "Shut Your Mouth" – 3:26
2. "Androgyny" – 3:10
3. "Can't Cry These Tears" – 4:16
4. "Til the Day I Die" – 3:28
5. "Cup of Coffee" – 4:31
6. "Silence Is Golden" – 3:50
7. "Cherry Lips (Go Baby Go!)" – 3:12
8. "Breaking Up the Girl" – 3:33
9. "Drive You Home" – 3:58
10. "Parade" – 4:07
11. "Nobody Loves You" – 5:08
12. "Untouchable" – 4:03
13. "So Like a Rose" – 6:19

Utwory dodatkowe, dostępne na japońskim wydaniu:
1. "Begging Bone" – 4:50
2. "The World Is Not Enough" (Don Black, David Arnold) – 3:56

## Daty wydań
| Kraj              | Data wydania        |
| ----------------- | ------------------- |
| Japonia           | 27 września 2001    |
| Świat             | 1 października 2001 |
| Stany Zjednoczone | 2 października 2001 |